# بيرلينجو
محافظة بيرلينجو بريسيان : (Berlènch أو Berlingh) التابعة لبلدية كومونا بمقاطعة بريشيا في إقليم لومباردي.